# Maria Hensel

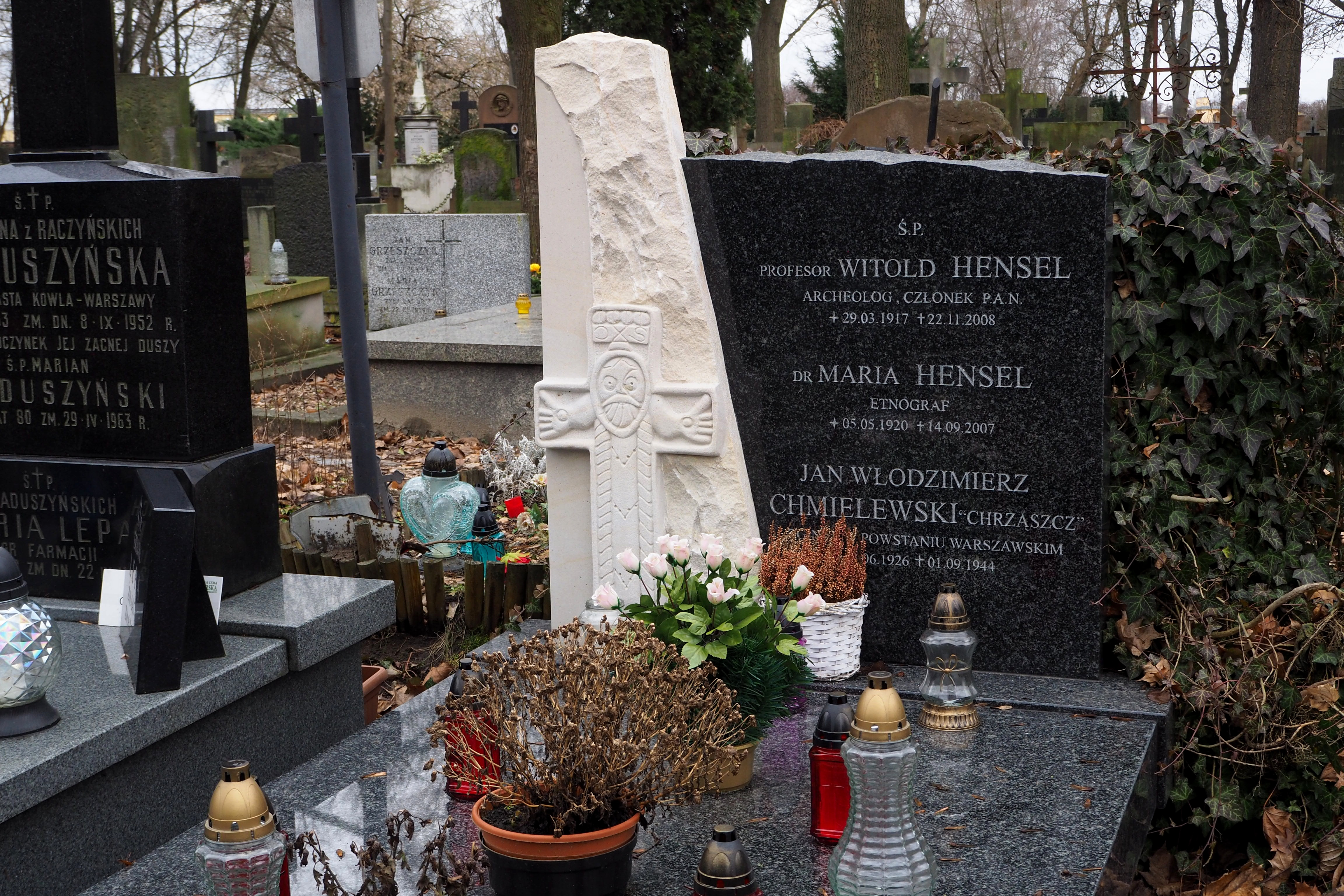
Grób Marii Hensel na cmentarzu Powązkowskim

Maria Emilia Hensel z domu Chmielewska (ur. 5 maja 1920 w Poznaniu, zm. 14 września 2007) – polska etnografka, pracowniczka Instytutu Archeologii i Etnologii PAN (wówczas Instytut Historii Kultury Materialnej PAN). Autorka cenionych prac z zakresu medycyny ludowej.

## Życiorys
Była absolwentką Uniwersytetu im. Adama Mickiewicza w Poznaniu. Obroniła pracę doktorską poświęconą Adamowi Fiszerowi.
Była żoną prof. Witolda Hensla, a ich dziećmi są: były Szef Kancelarii PAN i specjalista od archeometalurgii oraz były podsekretarz stanu w MENiS dr inż. Zdzisław Hensel, dr Leszek Hensel – były ambasador w Bośni i Hercegowinie, a obecnie w MSZ, starszy kustosz Muzeum Historycznego m.st. Warszawy dr Barbara Hensel-Moszczyńska oraz dr Wojciech Hensel (zm. 1997) – tłumacz i turkolog, ambasador RP w Turcji.
Została pochowana 25 września 2007, na cmentarzu Powązkowskim w Warszawie (kwatera 143-3-3). 